# مینراد (آیووا)
مینراد (به انگلیسی: Maynard) شهری در ایالت آیووا کشور ایالات متحده آمریکا است که جمعیت آن در سرشماری سال ۲۰۱۰ میلادی، ۵۱۸ نفر بوده‌است.